# Psychotria randiana
Psychotria randiana är en måreväxtart som beskrevs av Elmer Drew Merrill och Lily May Perry. Psychotria randiana ingår i släktet Psychotria och familjen måreväxter.

## Underarter
Arten delas in i följande underarter:
- P. r. misimensis
- P. r. randiana
- P. r. tafaensis